# خانه وارونه
خانهٔ وارونه (انگلیسی: Crooked House) یک داستان کارآگاهی از آگاتا کریستی است که نخستین بار در مارس ۱۹۴۹ در ایالات متحده آمریکا توسط داد، مید و شرکاء و ۲ ماه بعد در مه ۱۹۴۹ در لندن منتشر شد.
وقایع داستان در لندن و در پائیز سال ۱۹۴۷ رخ می‌دهد. آگاتا کریستی گفت که این کتاب و مصیبت بی گناهی، دو کتاب محبوب او هستند.
فیلم خانه شوم بر اساس این داستان ساخته شده است.